# Chakhtarsk
Ne doit pas être confondu avec Chakhtarske.
Chakhtarsk (en ukrainien : Шахтарськ, en russe : Шахтёрск, Chakhtiorsk) est une ville minière de l'oblast de Donetsk, en Ukraine, et le centre administratif du raïon de Chakhtarsk. Elle fait partie de facto de la république populaire de Donetsk depuis 2014. Sa population s'élevait à 48 404 habitants en 2021.

## Géographie
Chakhtarsk est située dans le bassin industriel du Donbass, à 49 km à l'est de Donetsk et à 632 km au sud-est de Kiev. Elle se trouve au bord de la rivière Olkhova (affluent de la rivière Krynka dans le bassin versant du fleuve côtier Mious). Un grand réservoir d'eau se trouve à l'ouest de la ville qui est située à l'est de la ville minière de Tchystiakove.

## Histoire
Chakhtarsk a été fondée en 1764 comme une slobode appartenant au colonel-comte Alexandre Orlov dans l'oblast de l'armée du Don. La localité comptait 950 habitants en 1801. Dans la seconde moitié du XIXe siècle, la mise en exploitation des gisements de charbon entraîne l'augmentation de la population. Celle-ci comptait 6 795 habitants en 1891. En 1900, Abram Katyk ouvre une autre mine, ce qui conduit à la formation d'un village de mineurs nommé Katyk, aujourd'hui quartier de la ville. 
Le pouvoir bolchévique s'installe en décembre 1917. La localité a le statut de ville depuis 1953 lorsque les différents villages de mineurs sont réunis en une seule entité municipale sous le nouveau nom de Chakhtiorsk, ukrainisé officiellement plus tard en Chakhtarsk. Alexeïevo-Orlovka et Olkhovtchik lui sont réunis en 1962.
Le 17 juillet 2014, dans un contexte d'affrontement armé entre les séparatistes pro-russes et le gouvernement ukrainien, un avion de la Malaysia Airlines (vol MH17) s'écrase non loin de la ville, avec 298 personnes à bord. Il n'y a aucun survivant. L'accident a été provoqué par un tir de missile. Cette tragédie fait l'objet d'une controverse entre les belligérants du conflit. Les forces ukrainiennes et les séparatistes pro-russes s'accusent mutuellement d'avoir abattu l'avion. Une enquête internationale a finalement conclu que l'avion a été abattu par un missile tiré depuis une unité militaire russe.

## Population
L'agglomération de Chakhtarsk comptait 71 658 habitants en 2001. La ville connaît un déclin démographique marqué, conséquence d'un solde naturel et d'un solde migratoire négatifs.
Recensements ou estimations de la population :
| 1939* | 1959*  | 1970*  | 1979*  | 1989*  | 2001*  |
| ----- | ------ | ------ | ------ | ------ | ------ |
| 9 542 | 37 687 | 65 389 | 69 952 | 73 854 | 59 589 |

| 2010   | 2011   | 2012   | 2013   | 2014   | 2015   |
| ------ | ------ | ------ | ------ | ------ | ------ |
| 52 212 | 51 593 | 51 161 | 51 007 | 50 468 | 49 674 |

| 2016   | 2017   | 2018   | 2019   | 2020   | 2021   |
| ------ | ------ | ------ | ------ | ------ | ------ |
| 49 526 | 49 482 | 48 972 | 48 759 | 48 547 | 48 404 |

## Personnalités
- Dmitri Koulikov (1967-), politologue et journaliste russe.
- Dmytro Yesin, sportif.

## En images

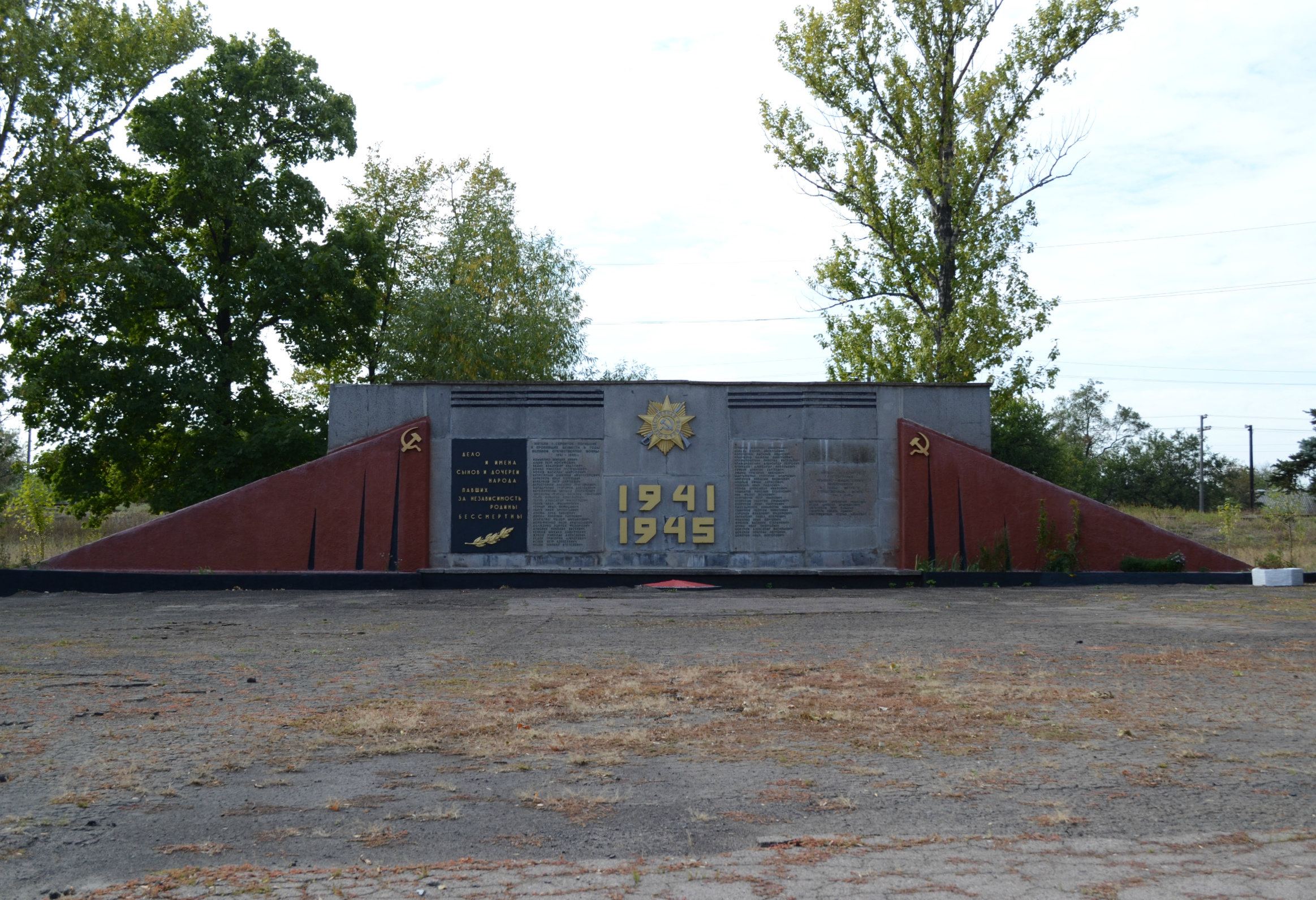
Mémorial 1943-1945 classé[5].
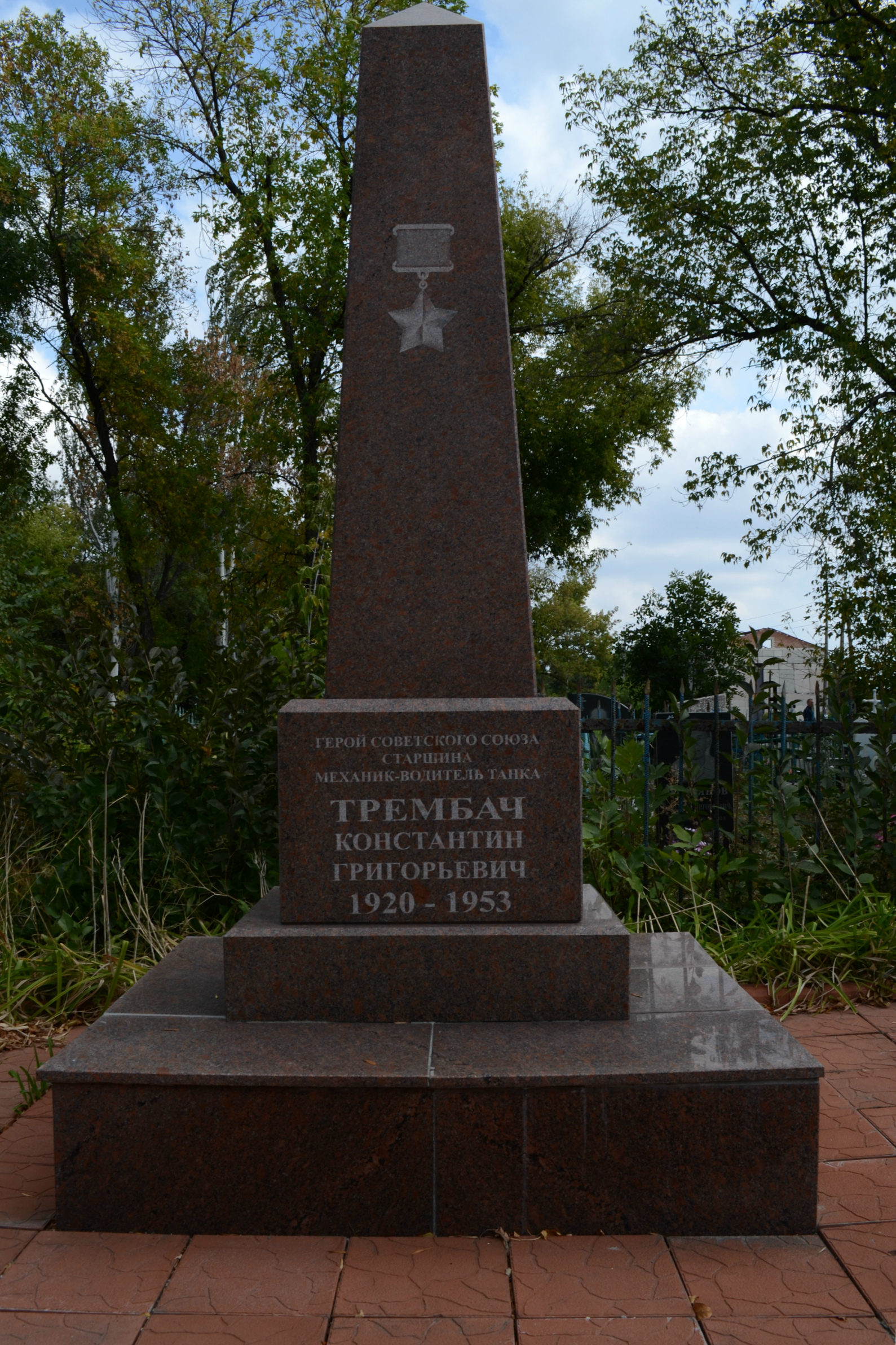
Tombe de Constantin Trembtcha classé[6].